# Взрыв газа в Taichung Shin Kong Mitsukoshi (2025)
13 февраля 2025 года в универмаге Shin Kong Mitsukoshi в районе Ситунь города Тайчжун, Тайвань, произошел взрыв газа. 4 человека погибло включая двух туристов из Макао, которые умерли от обломков, и 38 человек было ранено. Это самый смертоносный инцидент в истории тайваньских универмагов.

## Ход событий
В 11:33 (по тайваньскому времени) 13 февраля 2025 года пожарное управление Тайчжуна получило уведомление о взрыве газа в ресторане Shin Kong Mitsukoshi в районе Ситунь. Взрыв произошел в фудкорте на 12-м этаже здания, который в то время был закрыт на строительство. Взрыв произошел во время демонтажа счетчиков. взрывная волна выбросила обломки с верхних этажей на улицу.
К 19:20 вечера поисково-спасательная операция была завершена, все люди, находившиеся в здании, были эвакуированы.